# Protomystides bidentata
Protomystides bidentata é uma espécie de anelídeo pertencente à família Phyllodocidae.
A autoridade científica da espécie é Lagerhans tendo sido descrita no ano de 1880.
Trata-se de uma espécie presente no território português, incluindo a sua zona económica exclusiva.